# إريك شتيفان
إريك شتيفان (بالألمانية: Eric Stephan)‏ هو لاعب هوكي الجليد ألماني، ولد في 2 فبراير 1994 في برلين في ألمانيا.

## وصلات خارجية
- إريك شتيفان على موقع EliteProspects.com (الإنجليزية)
- إريك شتيفان على موقع Eurohockey.com (الإنجليزية)